# Hecklingen
Hecklingen är en stad i Salzlandkreis i förbundslandet Sachsen-Anhalt i Tyskland.